# Xavier Samin
Xavier Samin (Faa'a, 1º gennaio 1978) è un ex calciatore francese nato a Tahiti, di ruolo portiere.

## Carriera
Ha vinto la Coppa d'Oceania nel 2012.
Grazie a questo successo ha preso parte alla Confederations Cup 2013 in Brasile, debuttando nella gara d'esordio contro la Nigeria persa 1-6.
In questa competizione era il secondo giocatore più anziano del torneo dopo l'uruguaiano Andrés Scotti.
In totale ha preso parte a 3 edizione della Coppa delle nazioni oceaniane.

## Palmarès

### Club

#### Competizioni nazionali
- Tahiti First Division: 4

Tefana: 2005, 2010, 2011
Dragon: 2013
- Coppa di Tahiti: 2

Tefana: 2004, 2006

### Nazionale
Coppa d'Oceania: 1 
2012